# De Vogel (natuurgebied)
De Vogel is een kreek en natuurgebied in Oost-Zeeuws-Vlaanderen, in de Nederlandse provincie Zeeland. Het gebied is gelegen tussen Hengstdijk en Lamswaarde.

## Geschiedenis
Oorspronkelijk was dit een van west naar oost lopende zijgeul van de Saxhaven, de Saxvliet genaamd, die de voorganger was van het Hellegat, en waar tegenwoordig nog de geul met de naam Oude Haven van over is. Naar het oosten toe ging De Vogel over in de Ingewordinghe, welke doorliep tot het nu verdwenen dorp Namen.
Reeds in 1273 werd de Vogelkreek afgedamd door de monniken van de Abdij van Boudelo. Aldus ontstond de Vogelpolder. Bij de inundaties, die omstreeks 1585 plaatsvonden, verdween ook de Vogelpolder onder water, hoewel de dijken vermoedelijk weinig te lijden hebben gehad.
In 1615 werd de Vogel opnieuw ingedijkt, waartoe twee dammen werden gelegd. De westelijke dam lag nabij het Vogelfort, iets ten westen van Hengstdijk, en de oostelijke lag nabij Roverberg, in het verlengde van de Kruisstraat, die door de Kruispolder liep. Reeds in 1646 was er sprake van een brug over het kreekrestant, nabij Kuitaart. Sinds die tijd spreekt men van de Westvogelpolder (322 ha), ten westen van Kuitaart, welke in dit lemma wordt beschreven, en de Oostvogelpolder. De Westvogelpolder bestaat voor het grootste deel uit water, en dat is de huidige kreek.

## Natuurgebied
De Vogel is voor een belangrijk deel in handen van particulieren. De kreek staat vooral bekend als hengelsportgebied en langs de oevers vindt men vele vissteigerhuisjes. In 1971 werd bij Hengstdijk ook een recreatiegebied ingericht, "De Vogel" geheten, met bungalows en dergelijke. Dit groeide uit tot een grote camping aan beide zijden van De Vogel.
De oevers van de kreek zijn verschillend van karakter. Aan de noordoever vond afkalving plaats terwijl in het zuidwesten opslibbing plaatsvond, waarbij het maaiveld 70 cm hoger kwam te liggen. Omstreeks 1985 werd het zeldzame kruipend moerasscherm aangetroffen. De soort verdween weer toen de begrazing met koeien werd gestaakt, maar nadat in 1993 werd begonnen met maaien door vrijwilligers, kwam de soort weer terug en is nu zowel op de noord- als op de zuidoever te vinden. Ook de platte bies wordt er nu aangetroffen. Merkwaardig is dat beide uiterst zeldzame planten groeien op plaatsen die verder heel gewoon zijn.
Andere bijzondere soorten zijn: melkkruid, zilt torkruid, slanke waterbies en moeraszoutgras. 
In 2001 werd het 15,3 ha grote gebied Vogel-Zuid tot nieuwe natuur omgevormd. Dit betreft een gebiedje dat uitgespaard is door een bocht in de Vogeldijk, ten zuiden van de kreek.